# نورس أردوازي الظهر
نورس أردوازي الظهر (الاسم العلمي: Larus schistisagus) (بالإنجليزية: Slaty-backed Gull)‏ هو نوع من الطيور يتبع جنس النورس من الفصيلة النورسية.